# CTB, Inc.
CTB, Inc. er en global amerikansk designer og producent af systemer til konservering af korn og frø, produktion af fjerkræ, svin og æg samt forarbejdning af fødevarer. Det er et datterselskab til konglomeratet Berkshire Hathaway. CTB har hovedkvarter i Milford, Indiana og har over 3.000 ansatte på verdensplan.
I september 2016 overtog CTB aktiemajoriteten i danske Cabinplant, der producerer maskiner og udstyr til fødevareproduktion.

## Historie
Virksomheden blev oprindeligt etableret i 1952 under navnet Chore-Time Equipment, der fremstillede udstyr og maskiner til produktion af fjerkræ, æg og svin. I 1957 blev søsterselskabet Brock Grain Systems etableret, som fokuserede på lagring af korn. CTB-navnet blev indført i 1976, med initialer fra begge selskaber.